# Constantin Virgil Bănescu
Constantin Virgil Bănescu (* 26. Mai 1982 in Târgoviște; † 12. August 2009 ebenda) war ein rumänischer Dichter.

## Leben
Constantin Bănescu interessierte sich schon als Kind für Lyrik und schrieb mit 10 Jahren sein erstes Gedicht. Viele Gedichte wurden in diversen Magazinen veröffentlicht. Später studierte er Kommunikationswissenschaften und Public Relations an der Fakultät für Literatur der Universität Bukarest.
Seinen ersten Gedichtband veröffentlichte er im Jahre 2000 mit dem Titel „Câinele, femeia și ocheada“ (Der Hund, die Frau und die Liebäugler). 2002 folgte „Floarea cu o singură petală“. Diese Bände wurden von Oskar Pastior ins Deutsche übersetzt. Pastior und Bănescu waren sich persönlich bekannt. 2003 erhielt Bănescu den Hubert-Burda-Förderpreis für junge Lyrik. Seine Gedichte wurden ins Slowenische, Spanische, Englische und Deutsche übersetzt. 2006 erschien mit „Acelaşi cer ce nu e“ der letzte Gedichtband des Lyrikers.
Am 12. August 2009 beging der Dichter, der an Depressionen und Schlaflosigkeit litt, in seiner Heimatstadt Târgoviște Selbstmord. Er hinterließ eine vierjährige Tochter.

## Werke
- Câinele, femeia și ocheada. Editura „Timpul“, Iași, 2000. Deutsche Übersetzung Der Hund, die Frau und die Liebäugler von Oskar Pastior erschienen 2010, Wunderhorn-Verlag.
- Floarea cu o singură petală, Editura „Junimea“, Iași, 2002. Deutsche Übersetzung Die Blüte mit einem Kelchblatt von Oskar Pastior erschienen 2010, Wunderhorn-Verlag.
- Acelaşi cer ce nu e. Editura „Vinea“, Bukarest, 2006.